# Fred Alexander
Frederick Beasley Alexander (Sea Bright, 14 agosto 1880 – Beverly Hills, 3 marzo 1969) è stato un tennista statunitense.

## Carriera
Abile doppista, ha trionfato per cinque volte agli U.S. Championships ed una anche agli Australian Championships nello stesso anno in cui vinse anche il suo primo e unico titolo nel singolare.
È entrato a far parte della International Tennis Hall of Fame nel 1991.

## Finali del Grande Slam

### Singolare

#### Vittorie (1)
| Anno | Torneo                   | Superficie | Avversario in finale | Punteggio               |
| ---- | ------------------------ | ---------- | -------------------- | ----------------------- |
| 1908 | Australian Championships | Erba       | Alfred Dunlop        | 3-6, 3-6, 6-0, 6-2, 6-3 |

### Doppio

#### Vittorie (6)
| Anno | Torneo                      | Superficie | Compagno            | Avversari in finale             | Punteggio      |
| 1907 | U.S. National Championships | Erba       | Harold Hackett      | Nat Thornton Bryan M. Grant     | 6–2, 6–1, 6–1  |
| 1908 | Australasian Championships  | Erba       | Alfred Dunlop       | G. G. Sharp Anthony Wilding     | 6–3, 6–2, 6–1  |
| 1908 | U.S. National Championships | Erba       | Harold Hackett      | Raymond Little Beals Wright     | 6–1, 7–5, 6–2  |
| 1909 | U.S. National Championships | Erba       | Harold Hackett      | George Janes Maurice McLoughlin | 6–4, 6–4, 6–0  |
| 1910 | U.S. National Championships | Erba       | Harold Hackett      | Tom Bundy Trowridge Hendrick    | 6–1, 8–6, 6–3  |
| 1917 | U.S. National Championships | Erba       | Harold Throckmorton | Harry Johnson Irving Wright     | 11–9, 6–4, 6–4 |

#### Finali perse (5)
| Anno | Torneo                      | Superficie | Compagno       | Avversari in finale            | Punteggio               |
| 1900 | U.S. National Championships | Erba       | Raymond Little | Dwight Davis Holcombe Ward     | 4–6, 7–9, 10–12         |
| 1905 | U.S. National Championships | Erba       | Harold Hackett | Holcombe Ward Beals Wright     | 4–6, 4–6, 1–6           |
| 1906 | U.S. National Championships | Erba       | Harold Hackett | Holcombe Ward Beals Wright     | 3–6, 6–3, 3–6, 3–6      |
| 1911 | U.S. National Championships | Erba       | Harold Hackett | Raymond Little Gustav Touchard | 5–7, 15–13, 2–6, 4–6    |
| 1918 | U.S. National Championships | Erba       | Beals Wright   | Vincent Richards Bill Tilden   | 3–6, 4–6, 6–3, 6–2, 2–6 |

### Doppio misto

#### Finali perse (1)
| Anno | Torneo                      | Superficie | Compagna      | Avversari in finale          | Punteggio |
| 1918 | U.S. National Championships | Erba       | Molla Mallory | Hazel Wightman Irving Wright | 2–6, 3–6  |